# Norðradalur
Norðradalur (dánul: Nordredal) település Feröer Streymoy nevű szigetén. Közigazgatásilag Tórshavn községhez tartozik.

## Földrajz
A falu a sziget nyugati partján, Syðradalurtól északra fekszik. Három oldalról 4–600 m magas hegyek veszik körül, míg a tenger irányába szép kilátás tárul Koltur szigetére.

## Történelem
A település első írásos említése 1584-ből származik.

## Népesség
| Év              | Lakosság |
| --------------- | -------- |
| 1986. január 1. | 36       |
| 1991. január 1. | 28       |
| 1996. január 1. | 17       |
| 2001. január 1. | 17       |
| 2006. január 1. | 15       |

## Közlekedés
A falu keleti irányból közelíthető meg közúton. Autóbusz-összeköttetése nincsen.